# Obbligazione non garantita
Una obbligazione non garantita è un titolo obbligazionario a lungo termine supportato dalla solvibilità generale di chi le emette, risultando prive di garanzie specifiche come invece sono le obbligazioni garantite. In caso di insolvenza dell'emittente i possessori di questi titoli possono solamente adire le vie legali richiedendo il pignoramento dei beni dell'azienda debitrice. Tuttavia, data la bassa priorità di rimborso di questi titoli rispetto alle obbligazioni garantite, tale forma di garanzia se è stata impegnata a favore di altre classi di creditori non è a disposizione dei possessori di questa categoria di obbligazioni; da ciò deriva una maggiore rischiosità di questa tipologia di emissione e un tasso di interesse offerto più elevato. 
Le obbligazioni subordinate hanno, rispetto alle obbligazioni ordinarie che abbiamo appena descritto, una priorità di rimborso ancora più bassa, pertanto in caso di insolvenza il loro rimborso avverrà soltanto in un momento successivo a quello delle obbligazioni non subordinate, con elevati rischi di perdita.